# الفرضة (عبيدة)

تعديل مصدري - تعديل

الفرضة محلة تابعة لقرية الحرف، التابعة لعزلة عبيدة بمديرية يريم إحدى مديريات محافظة إب في الجمهورية اليمنية، بلغ تعداد سكانها 58 حسب تعداد اليمن لعام 2004.